# Micropeza nigrina
Micropeza nigrina är en tvåvingeart som beskrevs av Wulp 1883. Micropeza nigrina ingår i släktet Micropeza och familjen skridflugor. Inga underarter finns listade i Catalogue of Life.